# Ekei Ankokudži
Ekei Ankokudži (japonsky: 安国寺 恵瓊, Ankokudži Ekei; 1539 – 6. listopadu 1600) byl daimjó provincie Aki a vazalem pána Motonariho Móri. Díky své inteligenci a vhledu byl často využíván jako stratég a vojevůdce Móriho tažení. Když Motonari roku 1572 zemřel, stal se Ekei vazalem jeho syna Terumota a za své dosavadní služby obdržel hrad Ankokudži. Během válek s klanem Oda fungoval jako vyjednavač mezi Hidejošim a Terumotem. Hidejoši si byl dobře vědom Ekeiových kvalit, a proto jej po porážce klanu Móri nejen ušetřil, ale navíc jej učinil jedním ze svých nejbližších rádců. Ekei obdržel pozemky v provincii Ijo na Šikoku a stanul po boku významných Hidejošiho vazalů, jakým byli Fudžitaka Hosokawa nebo Sen no Rikjú.
Ekei, původem mnich, vedl vojsko v odawarském tažení (1590), podílel se na bitvě o Šimodu a v Terumotových službách absolvoval několik dalších kampaní v letech 1592–1593 a 1597–1598. Po Hidejošiho smrti, v napjaté atmosféře nevraživosti mezi západními a východními pány, zůstal věrný západu, což se mu také stalo osudným po největší japonské bitvě, bitvě u Sekigahary. Po zradě Hiroie Kikkawy, který se tajně dohodl s Iejasuem Tokugawou, že v průběhu bitvy bude nečinný, se Ekeiovy jednotky dostaly do vážných problémů, které vygradovaly v Ekeiův ústup až na hrad Todži. Zde však byl dopaden a poražen, dovlečen do Kjóta a spolu s Micunarim Išidou a Jukinagou Konišim popraven.